# Benjamin Karl
Benjamin Karl (* 16. října 1985 St. Pölten) je rakouský snowboardista. Specializuje se na disciplíny paralelní slalom a obří slalom.

## Kariéra
Se snowboardingem začal v roce 1995, jeho kariéru však v dětství téměř zastavilo vážné zranění, když si zlomil tři hrudní obratle. Po uzdravení pokračoval v tréninku, studoval na Lyžařské škole ve Schladmingu. V sezóně 2004/2005 vyhrál juniorské mistrovství světa v disciplíně paralelní obří slalom a rakouské mistrovství ve slalomu i obřím slalomu. V závodech Světového poháru se pohybuje od roku 2003, poprvé zvítězil v březnu 2008. Je trojnásobným mistrem světa, když v roce 2011 obhájil vítězství v paralelním slalomu a přidal i zlato z paralelního obřího slalomu, z Olympijských her 2010 ve Vancouveru má stříbrnou medaili.

## Přehled výsledků
Zimní olympijské hry
| Událost  | Datum      | Místo     | Země | Disciplína            | Umístění |
| -------- | ---------- | --------- | ---- | --------------------- | -------- |
| ZOH 2010 | 27-02-2010 | Vancouver | CAN  | Paralelní obří slalom | 2        |

Mistrovství světa ve snowboardingu
| Událost         | Datum      | Místo     | Země | Disciplína            | Umístění |
| --------------- | ---------- | --------- | ---- | --------------------- | -------- |
| MS 2011         | 22-01-2011 | La Molina | ESP  | Paralelní slalom      | 1        |
| MS 2011         | 19-01-2011 | La Molina | ESP  | Paralelní obří slalom | 1        |
| MS 2009         | 21-01-2009 | Sungwoo   | KOR  | Paralelní slalom      | 1        |
| MS juniorů 2005 | 22-04-2005 | Zermatt   | SUI  | Paralelní obří slalom | 1        |
| MS juniorů 2004 | 11-02-2004 | Klínovec  | CZE  | Paralelní obří slalom | 3        |

Světový pohár ve snowboardingu
| Datum      | Místo                   | Země | Disciplína            | Umístění |
| ---------- | ----------------------- | ---- | --------------------- | -------- |
| 09-01-2011 | Bad Gastein             | AUT  | Paralelní slalom      | 1        |
| 10-12-2010 | Limone Piemonte         | ITA  | Paralelní obří slalom | 1        |
| 13-03-2010 | Chiesa in Valmalenco    | ITA  | Paralelní obří slalom | 1        |
| 06-02-2010 | Sudelfeld               | GER  | Paralelní obří slalom | 2        |
| 24-01-2010 | Stoneham                | CAN  | Paralelní obří slalom | 1        |
| 17-01-2010 | Nendaz                  | SUI  | Paralelní obří slalom | 3        |
| 06-01-2010 | Murau                   | AUT  | Paralelní obří slalom | 3        |
| 17-12-2009 | Telluride               | USA  | Paralelní obří slalom | 10       |
| 15-12-2009 | Telluride               | USA  | Paralelní obří slalom | 2        |
| 09-10-2009 | Landgraaf               | NED  | Paralelní slalom      | 1        |
| 22-03-2009 | Chiesa in Valmalenco    | ITA  | Paralelní obří slalom | 2        |
| 15-03-2009 | La Molina               | ESP  | Paralelní obří slalom | 2        |
| 26-02-2009 | Sunday River            | USA  | Paralelní obří slalom | 1        |
| 22-02-2009 | Stoneham                | CAN  | Paralelní obří slalom | 1        |
| 10-10-2008 | Landgraaf               | NED  | Paralelní slalom      | 1        |
| 08-03-2008 | Stoneham                | CAN  | Paralelní obří slalom | 1        |
| 03-03-2008 | Lake Placid             | USA  | Paralelní obří slalom | 3        |
| 17-02-2008 | Sungwoo                 | KOR  | Paralelní obří slalom | 1        |
| 20-01-2008 | La Molina               | ESP  | Paralelní slalom      | 2        |
| 09-01-2008 | Bad Gastein             | AUT  | Paralelní slalom      | 2        |
| 25-01-2005 | Daemyung Vivaldi Resort | KOR  | Paralelní obří slalom | 2        |
| 08-01-2005 | Hinterstoder            | AUT  | Paralelní obří slalom | 3        |
| 13-03-2004 | Haus im Ennstal         | AUT  | Paralelní obří slalom | 2        |
| 12-03-2004 | Haus im Ennstal         | AUT  | Paralelní obří slalom | 2        |
| 01-02-2004 | Le Grand-Bornand        | FRA  | Paralelní obří slalom | 3        |
| 09-03-2003 | Diedamskopf             | AUT  | Paralelní obří slalom | 3        |